# Université d'Opole

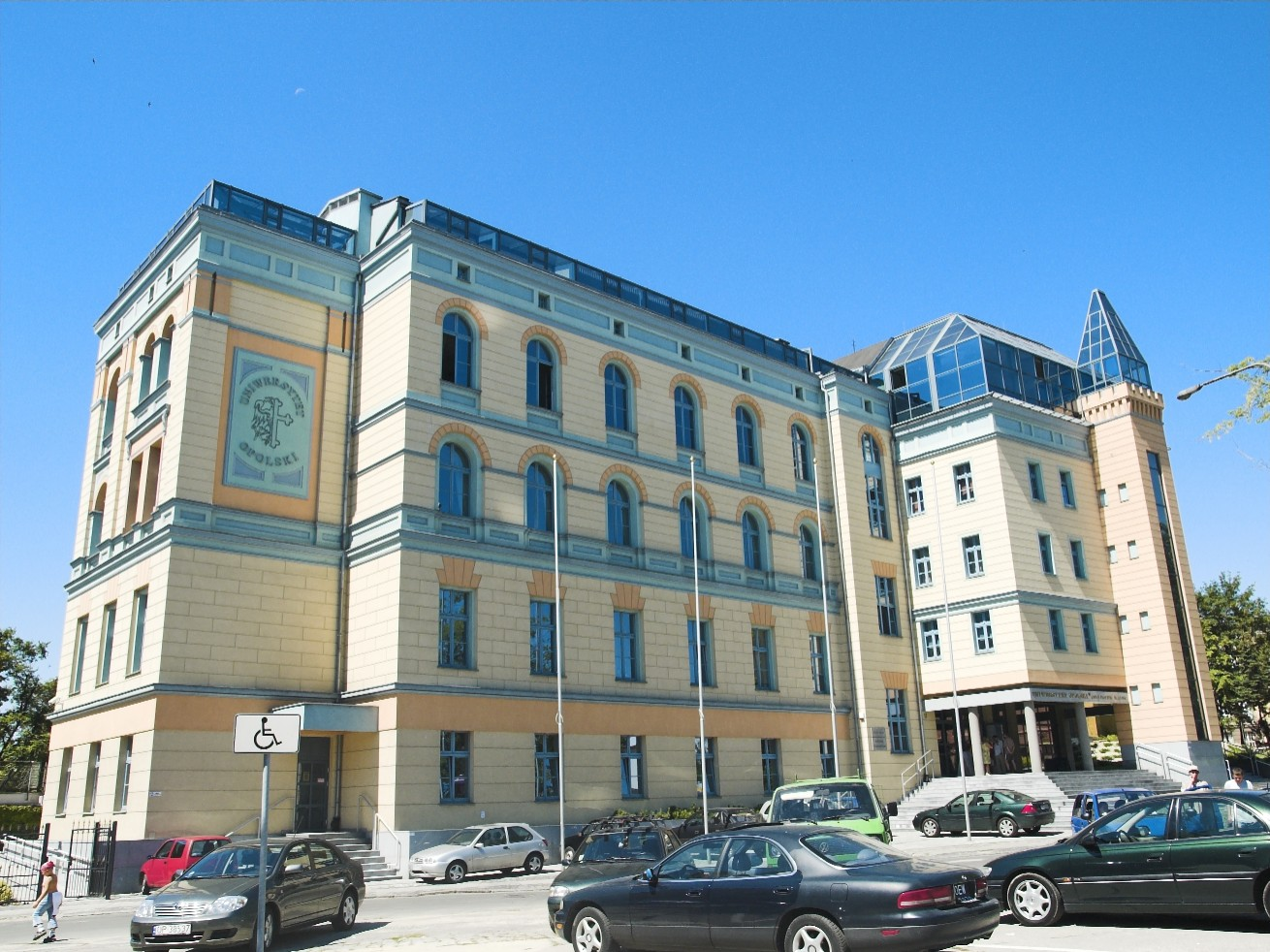
Le bâtiment de la faculté de philologie

L'université d'Opole est une université polonaise qui a été fondée en 1994 à Opole dans la voïvodie d'Opole. 

## Facultés
L'université d'Opole comporte en 2022 12 facultés :
- Faculté de philologie (Collegium Maius)
- Faculté d'histoire et de pédagogie (Collegium Civitas)
- Faculté de théologie (Collegium Theologicum)
- Faculté de mathématiques, physique et technologies de l'information
- Faculté de sciences naturelles et techniques
- Faculté d'économie (Collegium Oeconomicum)
- Faculté de droit et d'administration (Collegium Iuridicum)
- Faculté de chimie (Collegium Chemicum)
- Faculté de médecine (Collegium Medicum)
- Faculté des sciences de la santé
- Faculté de science politique
- Faculté des arts

## Source
- (en) Cet article est partiellement ou en totalité issu de l’article de Wikipédia en anglais intitulé « Opole University » (voir la liste des auteurs).